# یهودیان کایفنگ
یهودیان کایفنگ (به چینی:開封猶太族، عبری: יהדות קאיפנג‎) اعضای یک جامعه کوچک یهودی در کایفنگ، در استان هنان چین هستند، که اعضای آنها با حفظ برخی از سنت‌ها و آداب و رسوم یهودیان، تا حد زیادی به جامعه چین ترکیب شده بودند. مبدأ و زمان ورود آنها به کایفنگ مورد بحث کارشناسان است.

## تاریخ

### تاریخ اولیه
اکثر محققان معتقدند که یک جامعه یهودی از زمان سلسله شمال سونگ (۹۶۰–۱۱۲۷) در کایفنگ وجود داشته است، گرچه برخی از محققان ورود آنها را به سلسله تانگ (۶۱۸–۹۰۷) یا قبل از آن اعلام کردند. کایفنگ، که در آن زمان پایتخت سلسله سونگ شمالی بود، شهری جهان وطنی در شعبه ای از جاده ابریشم بود. فرض بر این است که یک جامعه کوچک از یهودیان مزراحی، که به احتمال زیاد از ایران یا هند بودند یا از پناهندگان یهودی که احتمالاً از جنگهای صلیبی فرار کرده بودند، از طریق یک زمین یا یک مسیر دریایی وارد شدند، در شهر اقامت گزید و در سال ۱۱۶۳ یک کنیسه ساختند شواهد قطعه ای که مربوط به سده یازدهم است نشان می‌دهد که در آن زمان، جامعه یهودی کایفنگ اساساً از ریشه یهودیان پارسی بوده است اما برخی از اعضای آن ممکن است از زمینه‌های مختلف بوده باشند. تصور می‌شود که برخی از یهودیان کایفنگ در اصل از عراق کنونی آمده‌اند. بسیاری از نامهای عبری معروف یهودیان کایفنگ فقط در میان یهودیان ایرانی و بابلی یافت می‌شد. منابع مکتوب یهودی چگونگی ورود یهودیان به کایفنگ را ذکر نکرده‌اند، اگرچه در یک افسانه آمده است که آنها از طریق زمین در جاده ابریشم وارد شده‌اند. تصور می‌شود که گروه اصلی یهودیان که نقشی تعیین‌کننده در تأسیس جامعه یهودیان کایفنگ داشتند، از راه زمینی وارد شدند، در حالی که سایر یهودیان، به ویژه آنهایی که قبل از استقرار در کایفنگ در ابتدا در شهرهای دیگر چین زندگی می‌کردند، از طریق دریا با بازرگانان ایرانی که از خلیج فارس از طریق اقیانوس هند به جنوب چین رفتند. شواهدی وجود دارد که نشان می‌دهد یهودیان از طریق مسیر کاروان شمالی به چین سفر کرده‌اند. اجداد یهودیان کایفنگ ممکن است در درجه اول یهودیان بخارایی باشند (یهودیانی با اصالت پارسی که در آسیای میانه ساکن شدند). عبارات فارسی مراسم مذهبی یهود کایفنگ با گویش بخارایی نوشته شده و یهودیان بخارا معتقدند که در گذشته، برخی از خویشاوندان آنها به چین مهاجرت کرده‌اند و دیگر با کشور مبدأ تماس ندارند.

### سده ۱۹ تا ۲۰
شورش تایپینگ در دهه ۱۸۵۰ منجر به پراکنده شدن جامعه شد، اما بعداً به کایفنگ بازگشتند. سه سنگ یادبود با کتیبه در کایفنگ پیدا شد. قدیمی‌ترین، از ۱۴۸۹، یادآور ساخت یک کنیسه در ۱۱۶۳ (با نام清真寺، Qingzhen Si، اصطلاحی که اغلب به زبان چینی برای مساجد استفاده می‌شود). کتیبه آمده است که یهودیان به چین از هند در طول آمد سلسله هان دوره (قرن ۲ پیش از میلاد - سده ۲ م) آمده‌اند. این مقاله به نام ۷۰ یهودی با نام خانوادگی چینی استناد می‌کند، مخاطبان آنها را با یک امپراتور سلسله سونگ بی‌نام توصیف می‌کند، و انتقال دین آنها از ابراهیم به کاتب عزرا را فهرست می کند. لوح دوم، مربوط به سال ۱۵۱۲ (در کنیسه Xuanzhang Daojing Si یافت می‌شود) جزئیات اعمال مذهبی یهودیان را نشان می‌دهد. مورد سوم، به تاریخ ۱۶۶۳، به یادآوری بازسازی کنیسه Qingzhen si است و اطلاعاتی را که در دو لوح دیگر وجود دارد، تکرار می‌کند.

## امروزه

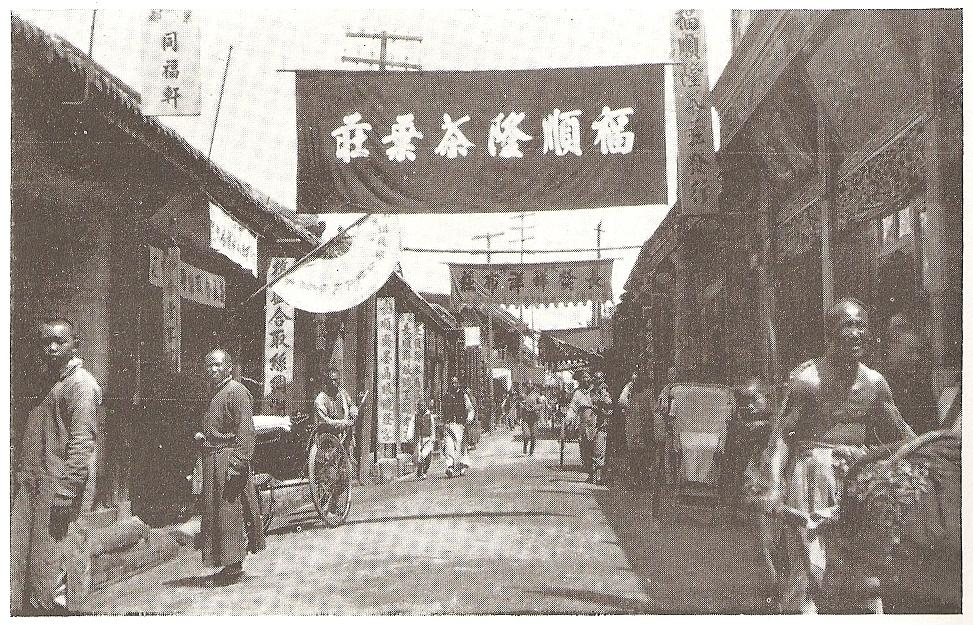
خیابان بازار زمین، کایفنگ، ۱۹۱۰. کنیسه فراتر از ردیف فروشگاه‌های سمت راست بود

در چین، به دلیل اوضاع سیاسی، تحقیقات در مورد یهودیان کایفنگ و یهودیت در چین تا آغاز دهه ۱۹۸۰ که اجرای اصلاحات سیاسی و اقتصادی به بن‌بست رسید، متوقف شد. در دهه ۱۹۸۰، مؤسسه چینی-یهودی توسط گروهی از محققان جهانی برای تحقیق بیشتر در مورد تاریخ جوامع یهودی در چین، ترویج پروژه‌های آموزشی مربوط به تاریخ یهودیان در چین و کمک به یهودیان در کایفنگ تأسیس شد. برقراری روابط دیپلماتیک بین چین و اسرائیل در سال ۱۹۹۲ دوباره علاقه به یهودیت و یهودیان را به وجود آورد، به ویژه با توجه به این واقعیت که ۲۵٬۰۰۰ پناهنده یهودی در دوره نازی به شانگهای فرار کردند.
تخمین تعداد یهودیان در چین دشوار است. اعداد ممکن است به سادگی به دلیل تغییر در نگرش‌های رسمی تغییر کنند. آخرین سرشماری حدود ۴۰۰ یهودی رسمی در کایفنگ را نشان داد که اکنون حدود ۱۰۰ خانواده در مجموع تقریباً ۵۰۰ نفر تخمین زده می‌شود. حداکثر ۱۰۰۰ نفر از ساکنان این کشور با نژاد یهودی ارتباط دارند، اگرچه فقط ۴۰ تا ۵۰ نفر در فعالیت‌های یهودیان شرکت می‌کنند.
برخی از نوادگان جامعه یهودی کایفنگ می‌گویند پدر و مادر و مادربزرگ و مادربزرگ آنها به آنها گفته‌اند که آنها یهودی هستند و روزی «به سرزمین خود باز خواهند گشت»، دیگران فقط به‌طور مبهم از اصل و نسب خود آگاه هستند.